# Conférence de Buenos Aires de 2004 sur les changements climatiques
Pour les articles homonymes, voir COP 10.
La Conférence de Buenos Aires de 2004 sur les changements climatiques est la 10e Conférence des parties (désignée COP 10) organisée par  l'Organisation des Nations unies pour le Climat et réunissant les pays signataires de la Convention-cadre des Nations unies sur les changements climatiques (CCNUCC). Elle s'est tenue du 6 au 17 décembre 2004 à Buenos Aires en Argentine, ville qui a déjà accueilli la conférence en 1998 pour accueillir la COP 4.

## Contexte
La conférence intervient un an après la canicule européenne d'août 2003 et une étude publiée dans le journal scientifique Nature le 1er décembre 2004, avant la conférence, donne le ton. Les chercheurs du Centre Hadley de météorologie (Grande-Bretagne), y concluent que l'accroissement de l'effet de serre doublera « le risque d'avoir en Europe des températures aussi élevées qu'en 2003 ». Vers 2040, « plus de la moitié des années pourraient être plus chaudes que 2003 » et « à la fin du siècle, l'été 2003 pourrait être classé comme relativement froid par rapport au nouveau climat en vigueur ». Mais la réponse apportée à la problématique climatique n’a jusqu’à présent pas été à la hauteur des enjeux.

## Organisation et déroulement

### Déroulement
La présidence argentine, soutenue par l'Union européenne, propose de commencer à réfléchir sur l'avenir des négociations. Le protocole de Kyoto, ratifié par 129 pays, mais pas par les États-Unis, contraint les pays industrialisés à réduire leurs émissions. Mais la convention Climat, signée par 189 pays, dont les États-Unis, est placée au-dessus du protocole selon les règles de l'ONU et fixe un objectif de « stabilisation des émissions à un niveau qui ne les rende pas dangereuses pour le climat ». Elle prévoit le démarrage en 2005 de pourparlers pour une seconde période d'engagements (après 2012) .
Les États-Unis font très rapidement connaître leur refus de discuter du futur et ne changeront pas de position. Ils considèrent avoir déjà lancé un important programme de recherche et rappellent leurs doutes sur l'existence d'un lien entre les événements climatiques majeurs de ces dernières années et l'augmentation des émissions de CO2,.
Le Groupe des 77, une coalition de pays en développement, conçue pour promouvoir les intérêts économiques et politiques collectifs de ses membres et créer une capacité de négociation accrue aux Nations unies, s’oppose également à un quelconque consensus. L'Arabie saoudite, en particulier, exige d'abord que se tiennent en 2011 des réunions sur la manière de compenser les pertes de revenus liées à la baisse de consommation d'hydrocarbures. Puis elle menace de bloquer toute aide aux pays en développement en faveur de l'adaptation au changement climatique.
Finalement chacun reste sur ses positions. Les États-Unis, premier pollueur mondial, maintiennent leur refus. Les producteurs de pétrole suivent les positions américaines, faute d'obtenir la garantie de compensations face à la future baisse de leurs revenus liés à la réduction de la dépendance de la planète vis-à-vis des énergies fossiles. Paradoxalement, ces tentatives, mêmes avortées, ont donné du baume au cœur aux organisations non gouvernementales (ONG) présentes à la conférence. Car elles ont confirmé la fermeté de la position de l'Union européenne et surtout de son camp dur (Allemagne et Danemark notamment), au point de préférer quitter la réunion de Buenos Aires sans accord plutôt qu'avec un consensus mou autour de la tenue d'une réunion fantôme au printemps 2005.

## Décisions
19 décisions sont prises lors de cette conférence.

### Plan d’action de Buenos Aires
Le document final dit Plan d’action de Buenos Aires précise qu'il doit servir à promouvoir un échange informel d'informations sur les actions permettant de réduire les gaz à effet de serre et à aider les pays à élaborer des mesures appropriées au changement climatique. L'Europe espère ainsi montrer aux pays en voie de développement qu'il existe d'autres solutions que les engagements coercitifs, comme ceux adoptés à Kyoto. Une position partagée par les organisations non gouvernementales réunies au sein du Réseau Action Climat, qui défend l'idée de leur participation progressive.